# Veronica Giuliani

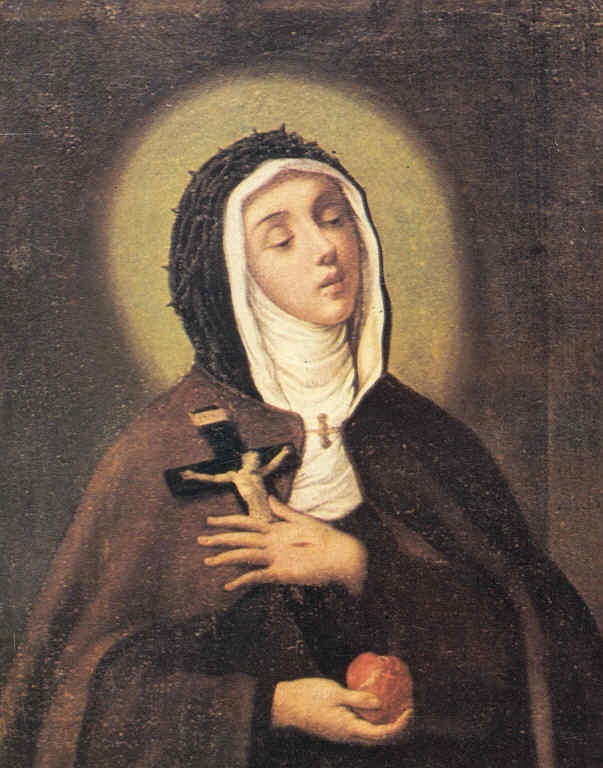
Veronica Giuliani

Veronica Giuliani (tiếng Latin: Veronica de Julianis, phát âm Tiếng Việt: Vêrônica Giuliani; 1660 - 1727) là một nữ tu sĩ và là nhà thần học người Ý. Bà được phong thánh bởi Giáo hoàng Gregory XVI vào năm 1839.

## Thời thiếu nữ
Veronica tên thật là Ursula Giuliani chào đời năm 1660 tại vùng Mercatello Duchy thuộc xứ Urbino và sinh trưởng ở Mercatello nước Ý. Theo Bách khoa toàn thư Công giáo thì cô đã cho thấy dấu hiệu của thần thánh từ khi còn nhỏ, theo đó khi cô chỉ mười tám tháng tuổi, cô thốt lên những lời đầu tiên của cô khiển trách một người bán quán phục vụ trong tiệm đang làm một việc xấu. Lên ba tuổi, cô được cho là đã bắt đầu giác ngộ và có lòng từ bi cho người nghèo. Khi mẹ của cô hấp hối, bà đã gọi năm cô con gái đến cạnh giường và phó thác mỗi người con phải hết lòng kính Chúa. Từ đó trở đi, Ursula tự hãm mình phạt xác.
Năm 1677, vào lúc 17 tuổi, cô được nhận vào tu tại tu viện Capuchin Clares, một tu viện nghèo ở Città di Castello của vùng Umbria, Ý Đại Lợi (sau khi thuyết phục được người cha không ép buộc đi lấy chồng), Ursula gia nhập dòng Thánh Clara Hèn Mọn do các tu sĩ Capuchin điều khiển và lấy tên là Veronicaa, Cái tên của Veronica có ý nghĩa chỉ sự đau khổ. Trong những năm đầu đệ tử viện, cô làm việc trong nhà bếp, bệnh xá, phòng thánh và là người giữ cửa. Vào lúc 34 tuổi, cô làm giám đốc đệ tử viện và đã giữ chức vụ này trong 22 năm.

## Thành tựu
Ba mươi lăm năm cuối cuộc đời là thời gian bà hoàn toàn giác ngộ với những giáo lý Kitô. Trong thời gian này bà bị giới chức quyền trong Giáo hội ở Rôma chỉ đạo tạm thời phải từ chức giám đốc đệ tử viện và không được phép tham dự Thánh Lễ hàng ngày, ngoại trừ ngày Chúa Nhật và ngày lễ buộc. Trong những điều kiện khắt khe ấy, bà vẫn quyết tâm phụng sự chúa. Vào năm 56 tuổi, mặc dù bà phản đối, các nữ tu trong dòng đã chọn bà làm bề trên và bà đã giữ chức vụ ấy trong 11 năm cho đến khi chết. Bà qua đời ngày mồng chín tháng 7 năm 1727 tại Città di Castello, sau đó được phong thánh năm 1839.